# Stazione di Yamate
La Stazione di Yamate (山手駅?, Yamate-eki) è una stazione ferroviaria della città giapponese di Yokohama, nella prefettura di Kanagawa. Si trova nel quartiere di Naka-ku ed è servita dalla linea Keihin-Tōhoku, parte della linea Negishi della JR East.

## Linee
- East Japan Railway Company
- ■ Linea Keihin-Tōhoku

## Struttura
La stazione JR di Yamate è realizzata su un viadotto, con due marciapiedi laterali serventi due binari
| 1 | ■ Linea Keihin-Tōhoku - Negishi |  | per Isogo e Ōfuna                           |
| 2 | ■ Linea Keihin-Tōhoku - Negishi |  | per Yokohama, Kawasaki, Tokyo, Ueno e Ōmiya |
| 2 | ■ Linea Yokohama                |  | per Shin-Yokohama, Machida e Hachiōji       |

## Stazioni adiacenti
| «                             | Servizio                      | »                             |
| Linea Keihin-Tōhoku - Negishi | Linea Keihin-Tōhoku - Negishi | Linea Keihin-Tōhoku - Negishi |
| ----------------------------- | ----------------------------- | ----------------------------- |
| Ishikawachō                   | -                             | Negishi                       |